# Pridolià
El Pridolià és una època del Silurià que començà fa 423,0 ± 2,3 milions d'anys i s'acabà fa 419,2 ± 3,2 milions d'anys. Es tracta de l'última època del Silurià. Fou anomenat el 1948 per Ferdinand Prantl i Alois Přibyl en referència a Homolka a Přídolí (Txèquia), on se'n troba l'estratotip. Entre altres esdeveniments, aquesta època fou marcada per la continuació de l'evolució de les plantes vasculars, com ara Cooksonia, que creixien als aiguamolls. Se n'han trobat restes fòssils en molts llocs, incloent-hi a les regions polars, però especialment al continent de Laurússia.

## Fauna
- Andreolepis
- Brontoscorpio
- Guiyu
- Lophosteus
- Psarolepis